# 梁成運
梁成運（英語：John Shing-Wan Leung，1945年5月1日—），香港裔美国公民，擁有中國（香港）、美國雙重國籍身份，是美國華人企業家、華僑組織活躍人士與領導人、反台獨人士，曾任美中友好促進會會長和美國德州的中國和平統一促進會主席。
2023年5月15日，中華人民共和國江蘇省蘇州市中級人民法院以間諜罪判處梁成運無期徒刑，剝奪政治權利終身，並沒收個人財產人民幣50萬元。2024年11月27日，梁成運透過中美兩國達成的囚犯交換協議獲釋並返回美國。

## 生平
梁成運生於香港，為屯門藍地順風圍原居民，自稱16歲赴英國受教育，後到美國紐約聯合國總部擔任公務員，離職後在美國從商（中國官方說法稱其1983年赴美國中部某城市經營餐廳），分別於1985年和1997年創立奧克拉荷馬市—廣州市友好協會與梁氏文化交流基金會，並一直擔任主席，還同時擔任美國奧克拉荷馬東南州立大學文化交流事務主管。
1999年後，梁成運開始組織中美文化交流活動，先後安排了美國朱麗亞音樂學院、伊斯曼音樂學院、波蘭華沙蕭邦音樂學院等音樂學府藝術家、大學校長、教授等近70人次去中國講學和交流演出。並多次邀請安排中國藝術家、藝術團到美國訪問交流，推介中國文化；安排中國的教師到美國進修學習。梁成運不僅組織和親自陪同參與這些活動，每次都還予以資金資助。

### 在美「反獨促統」工作
2015年5月30日，美國南部華人團體在休士頓聯合舉行座談會，由德克薩斯州中國和平統一促進會、美中友好促進會聯合主辦。當時有休士頓、奧克拉荷馬州的華僑華人代表及當地媒體記者出席，梁成運曾公開表示：「『一國兩制』不僅能保持香港的繁榮穩定，也能促進和保持臺灣地區的繁榮穩定。」
2015年中共中央總書記習近平訪問美國時，據當地華文媒體報道，梁成運曾稱「中美高層之間的交流互動是增進中美兩國人民之間友誼和互信的基礎，尤其有利於華僑華人在美國的安居樂業。美南地區僑界對習近平9月到訪美國非常關注。」
2020年，梁成運與其他美國華僑界活躍人士，共同表態支持《港區國安法》。根據「全美中國和平統一促進會聯合會」網站，該會在2020年發表聲明，表示堅決擁護和支持落實《港區國安法》，形容是「懲治極少數嚴重危害國家安全的犯罪分子，給香港發揮定海神針的作用」。
2020年5月，梁成運又與其他美國華僑界活躍人士，共同發表聲明，批評當時甫連任成功的台灣總統蔡英文：「……就職講話了無新意。既不敢表露出內心的台獨主張，刪除《中華民國憲法增修條文》中『國家統一前』的字樣；也不顧世界上普遍奉行的『一個中國』原則，給臺灣社會帶來真正的和平與繁榮。蔡英文剛剛混滿四年，準備在模糊中再混四年。」、「……能否再混4年，取決於她在 『台獨』 道路上走多遠。」、「……勾結國外反華勢力，靠著從美國高價買回來的二手武器，手握蓬佩奧發來的一封就職賀電，就妄想抗拒兩岸統一的進程。這種言論就算島內綠媒相信，蔡英文本人都不信，否則就她不會在『漢光演習』中屢次練習逃跑了。」、「蔡英文及其追隨者不會放棄 『台獨』立場，也並不可能承認 『九二共識，一中原則』。與其奉勸回頭是岸，不如尊重其隨心所欲，在一條道上走到黑。」

### 被捕与获释
2021年4月15日，梁成運在中國江蘇省被捕。中国国家安全机关指梁成運自1989年起為美國從事間諜活動，貼靠中國駐美機構和人員，刺探情報，更曾設置色情圈套，企圖脅迫策反中方人員。2023年5月15日，中華人民共和國江蘇省蘇州市中級人民法院以間諜罪判處梁成運無期徒刑，剝奪政治權利終身，並沒收個人財產人民幣50萬元。2024年4月14日，中华人民共和国国家安全部发布十大间谍案的专题片，梁成运的忏悔片段亦首次公布。片中梁成运表示：“我很后悔，我想告诉所有的华人、中国人，他们（美国）的甜言蜜语是假的”。
2024年11月27日，中美兩國達成囚犯交換協議，中方釋放梁成運等3名囚犯並遣返回美國，同時美方亦釋放徐炎钧等3名被美國被拘留的中國公民。紐約時報引述兩名未授權討論梁成運案而不願透露姓名的美國官員稱，梁成運表面上是親華僑領，實則是美國聯邦調查局的線人，向其提供中國活動情報。